# Cynthy
Cynthy és una pel·lícula muda de l'Eclair American escrita i dirigida per Oscar A.C. Lund i protagonitzada per Barbara Tennant, Will E. Sheerer i Alec B. Francis. La pel·lícula, de dues bobines, es va estrenar el 29 d'octubre de 1913.

## Argument
Jed Barnes i Tom Sykes es coneixen de petits i es casen amb dues amigues. En néixer la filla de Jed, Cynthy, mor la seva esposa. La tragedia també arriba a casa de Tom ja que el seu fill també mor. Les coses van de mal en pitjor per a Jed per lo que decideix marxar i provar sort en un altre lloc. En marxar deixa Cynthy a casa del seu amic. Aquest, en deixar de rebre diners de Jed tracta malament a la noia i l'únic consol que aquesta té és Taffy, el gos. Sally, la dona de Tom, temia l'animal tant com Cynthy l'estimava i era l'únic que l'estimava. Un dia, Tom dona a Cynthy el seu abric per a que l'arregli i ella hi troba a dins una carta del seu pare amb 100.000 dòlars, prometent-ne més. Explica que s'ha fet ric gràcies a una mina i que els pagarà amb escreix tot el que han fet per Cynthy.
Cynthy decideix fugir amb Taffy i anar a trobar el seu pare per lo que li envia un telegrama. En arribar tothom queda estupefacte en veure el pobre aspecte de la noia. Només el xèrif veu que la noia té bon cor i encomana a la germana Agatha que se’n cuidi. Cynthy defensa de xèrif un home malvat que l'havia ajudat a arribar fins al campament i de qui s'ha enamorat. Aquest, més tard, acabarà intentant robant l'or del seu pare però serà descobert per Cynthy, ho malgrat quedar horroritzada l'amagarà. En presentar-se el xèrif es produeix una disputa però Cynthy treu les bales de la pistola i les llença al foc. Tot i l'avís del xèrif aquestes exploten i maten el malvat. Cynthy acaba ingressant en el convent de la germana Agatha.

## Repartiment
- Barbara Tennant (Cynthy)
- Alec B. Francis (Tom Sykes)
- Will E. Sheerer (Jed Barnes)
- Oscar A.C. Lund (el malvat)
- Jack W. Johnston (el sheriff)
- Julia Stuart (germana Agatha)